# Potamodytes janssensi
Potamodytes janssensi is een keversoort uit de familie beekkevers (Elmidae). De wetenschappelijke naam van de soort werd in 1955 gepubliceerd door Joseph Delève.